# 17141 Bhatia
17141 Bhatia è un asteroide della fascia principale. Scoperto nel 1999, presenta un'orbita caratterizzata da un semiasse maggiore pari a 2,535552 UA e da un'eccentricità di 0,086071, inclinata di 16,106763° rispetto all'eclittica. Ha un diametro di 5,067 km.